# Crypthelia pudica
Crypthelia pudica är en nässeldjursart som beskrevs av Milne Edwards och Jules Haime 1849. Crypthelia pudica ingår i släktet Crypthelia och familjen Stylasteridae. Inga underarter finns listade i Catalogue of Life.